# Rafael García Sousa
Rafael García Sousa (La Coruña, 1905-1978) fue un político, obrero y militar español que participó en la guerra civil española y en la Segunda Guerra Mundial.

## Biografía
Nació en La Coruña en 1905. Se afilió al Partido Comunista de España (PCE) en 1935.
Tras el estallido de la guerra civil española, se unió a las milicias populares, integrándose posteriormente en la estructura del Ejército Popular de la República —donde alcanzaría el rango de mayor de milicias—. Hacia el final de la contienda, durante la retirada de Cataluña, asumió el mando de la 139.ª Brigada Mixta.
Se exiliaría en la Unión Soviética junto a otros militares y políticos comunistas. Una vez instalado allí, llegaría a trabajar como obrero en Kolomná, Kírov y Moscú. Durante la Segunda Guerra Mundial se alistó voluntario en el Ejército Rojo. 
Con posterioridad sería traductor español-ruso en Cuba. Allíalleció en marzo de 1978.